# Goggersbühel
Das Goggersbühel ist ein Hügel und bis auf einen namenlosen Hügel (700 m) 450 m südöstlich lokal höchste Erhebung bei Holzhausen, Gemeinde Straßlach-Dingharting im Landkreis München.
Am Bergfuß, wenig östlich unterhalb liegen die ehemaligen Keltenschanzen bei Holzhausen.